# Organització per la Reconstrucció del Partit Comunista de Grècia
Organització per la Reconstrucció del Partit Comunista de Grècia (grec Οργάνωση για την Ανασυγκρότηση του ΚΚΕ, Orgánosi yia tin Anasigkrótisi tou Komounistikoú Kómmatos Elládas, OAKKE) és un partit polític grec d'ideologia comunista fundat el 1985. És força conegut per la seva posició antisoviètica i maoista
Són ben coneguts per la seva opinió pro-industrialització, ja que consideren que el creixement industrial és un requisit previ per al desenvolupament de la classe obrera, requisit per a la revolució socialista. També opinen que existeix una conspiració russa per a corrompre l'esquerra i instal·lar el seu règim arreu del món. Afirmen que l'imperialisme rus és una amenaça mundial i defensen la independència de Txetxènia.
Des de 1985, l'OAKKE han participat en totes les eleccions nacionals i les europees. El partit afirma que lluita "contra la política actual roja-bruna", els partits polítics que donen suport l'"imperialisme rus". A les eleccions europees de 2004, l'OAKKE van obtenir 5.090 vots (0,08% del total grec). A les eleccions de 1996 va formar una aliança amb els eslavomacedonis Vinòjito (Arc de Sant Martí).

## Resultats electorals

### Eleccions legislatives
| Any       | Parlament Hel·lènic  | Parlament Hel·lènic  | Parlament Hel·lènic  | Parlament Hel·lènic  | Pos.                 | Govern               |
| Any       | Vots                 | %                    | Escons               | +/−                  | Pos.                 | Govern               |
| --------- | -------------------- | -------------------- | -------------------- | -------------------- | -------------------- | -------------------- |
| 1989 (I)  | 969                  | 0,01%                | 0 / 300              | Nou                  | 24è                  | Extraparlamentari    |
| 1989 (II) | 633                  | 0,01%                | 0 / 300              | =                    | 18è                  | Extraparlamentari    |
| 1990      | No hi van participar | No hi van participar | No hi van participar | No hi van participar | No hi van participar | No hi van participar |
| 1993      | 703                  | 0.01%                | 0 / 300              | =                    | 18è                  | Extraparlamentari    |
| 1996      | 3,534                | 0.05%                | 0 / 300              | =                    | 17è                  | Extraparlamentari    |
| 2000      | 1,139                | 0.02%                | 0 / 300              | =                    | 19è                  | Extraparlamentari    |
| 2004      | 2,097                | 0.03%                | 0 / 300              | =                    | 15è                  | Extraparlamentari    |
| 2007      | 2,473                | 0.03%                | 0 / 300              | =                    | 15è                  | Extraparlamentari    |
| 2009      | 1,665                | 0.02%                | 0 / 300              | =                    | 17è                  | Extraparlamentari    |
| 2012 (I)  | 2,565                | 0.04%                | 0 / 300              | =                    | 24è                  | Extraparlamentari    |
| 2012 (II) | No hi van participar | No hi van participar | No hi van participar | No hi van participar | No hi van participar | No hi van participar |
| 2015 (I)  | No hi van participar | No hi van participar | No hi van participar | No hi van participar | No hi van participar | No hi van participar |
| 2015 (II) | 2,230                | 0.04%                | 0 / 300              | =                    | 19è                  | Extraparlamentari    |
| 2019      | No hi van participar | No hi van participar | No hi van participar | No hi van participar | No hi van participar | No hi van participar |
| 2023 (I)  | 1,011                | 0.02%                | 0 / 300              | =                    | 32è                  | Extraparlamentari    |
| 2023 (II) | 1,097                | 0.02%                | 0 / 300              | =                    | 24è                  | Extraparlamentari    |

### Parlament Europeu
| Any  | Vots                 | %                    | Escons               | +/−                  | Pos.                 | Grup                 |
| ---- | -------------------- | -------------------- | -------------------- | -------------------- | -------------------- | -------------------- |
| 1994 | 5,956                | 0.09                 | 0 / 22               | Nou                  | 20è                  | −                    |
| 1999 | 4,600                | 0.07                 | 0 / 22               | =                    | 24è                  | −                    |
| 2004 | 5,090                | 0.08                 | 0 / 22               | =                    | 20è                  | −                    |
| 2009 | 2,807                | 0.05                 | 0 / 22               | =                    | 26è                  | −                    |
| 2014 | 2,860                | 0.05                 | 0 / 21               | =                    | 39è                  | −                    |
| 2019 | No hi van participar | No hi van participar | No hi van participar | No hi van participar | No hi van participar | No hi van participar |
| 2024 | 1,615                | 0.04                 | 0 / 21               | =                    | 30è                  | −                    |